# Crucero las Pilas
Crucero las Pilas es una localidad del estado mexicano de Aguascalientes. Es parte del municipio de Calvillo.

## Demografía
| Gráfica de evolución demográfica |
|                                  |

| Censo | Población |
| ----- | --------- |
| 1980  | 424       |
| 1990  | 715       |
| 2000  | 882       |
| 2010  | 1 031     |
| 2020  | 1 241     |